# Neuburgia moluccana
Neuburgia moluccana är en tvåhjärtbladig växtart som först beskrevs av Scheffer och Jacob Gijsbert Boerlage, och fick sitt nu gällande namn av Leenh.. Neuburgia moluccana ingår i släktet Neuburgia och familjen Loganiaceae. Inga underarter finns listade i Catalogue of Life.